# Ulusırt
Ulusırt (früher Çerkez Eynan) ist ein Dorf im Landkreis Varto der osttürkischen Provinz Muş. Ulusırt liegt etwa 45 km nördlich der Provinzhauptstadt Muş und 17 km südlich von Varto. Ulusırt hatte laut der letzten Volkszählung 111 Einwohner (Stand Ende Dezember 2010). Die Bevölkerung besteht hauptsächlich aus Tschetschenen.